# She Said (película)
She Said (conocida en español como Al descubierto en España y Ella dijo en Hispanoamérica) es una película dramática biográfica estadounidense de 2022 dirigida por Maria Schrader y escrita por Rebecca Lenkiewicz, basada en el libro de 2019 de las reporteras Jodi Kantor y Megan Twohey. La película es protagonizada por Carey Mulligan y Zoe Kazan como Twohey y Kantor, respectivamente, y sigue su investigación del New York Times que expuso la historia de abuso y conducta sexual inapropiada de Harvey Weinstein contra las mujeres. Patricia Clarkson, Andre Braugher, Jennifer Ehle y Samantha Morton coprotagonizan, con Ashley Judd como ella misma.
El libro recibió una opción en 2018 y la película se anunció en 2021 como una coproducción entre Annapurna Pictures y Plan B Entertainment. El rodaje tuvo lugar en Nueva York con la directora de fotografía Natasha Braier. Durante la postproducción, Hansjörg Weißbrich completó la edición y Nicholas Britell compuso la banda sonora.
She Said tuvo su estreno mundial en el 60.º Festival de Cine de Nueva York el 13 de octubre de 2022 y fue estrenada en los Estados Unidos el 18 de noviembre de 2022 por Universal Pictures. La película recibió reseñas generalmente positivas de parte de los críticos, quienes elogiaron el guion y las actuaciones de Kazan y Mulligan.

## Reparto
- Carey Mulligan como Megan Twohey
- Zoe Kazan como Jodi Kantor
- Patricia Clarkson como Rebecca Corbett
- Andre Braugher como Dean Baquet
- Jennifer Ehle como Laura Madden
- Samantha Morton como Zelda Perkins
- Ashley Judd como ella misma
- Adam Shapiro como Ron Lieber
- Peter Friedman como Lanny Davis
- Zach Grenier como Irwin Reiter
- Tom Pelphrey como Jim Rutman
- Sean Cullen como Lance Maerov
- Angela Yeoh como Rowena Chiu
- Anastasia Barzee como Lisa Bloom
- Kelly McQuail como la voz de Rose McGowan
- Mike Houston como Harvey Weinstein
- James Austin Johnson como la voz de Donald Trump
- Sarah Ann Masse como Emily Steel
- Gwyneth Paltrow como la voz de ella misma
- Safia Oakley-Green como bailarina

## Producción
El 5 de octubre de 2017, Jodi Kantor y Megan Twohey de The New York Times revelaron acusaciones sustanciales de conducta sexual inapropiada por parte del productor de Hollywood Harvey Weinstein, acusándolo de tres décadas de acoso sexual a actrices, asistentes de producción femeninas, trabajadores temporales y otros empleados en Miramax y The Weinstein Company. Las acusaciones sirvieron como catalizador para el floreciente movimiento #MeToo y finalmente dieron como resultado que Weinstein fuera sentenciado a 23 años de prisión.
En 2019, Kantor y Twohey publicaron She Said, un libro que detalla los diferentes procesos que emplearon para investigar y descubrir la conducta sexual inapropiada de Weinstein. Los derechos del libro fueron adquiridos en 2018 por Annapurna Pictures y Plan B Entertainment. En junio de 2021, Universal Pictures anunció que estaban desarrollando una adaptación con Zoe Kazan y Carey Mulligan en negociaciones para interpretar a Kantor y Twohey. También se informó que Maria Schrader se unió para dirigir un guion de Rebecca Lenkiewicz, con Brad Pitt, Dede Gardner y Jeremy Kleiner como productores.
En julio de 2021, comenzó el rodaje en la ciudad de Nueva York con la directora de fotografía Natasha Braier. En agosto, Patricia Clarkson, Andre Braugher, Samantha Morton, y Tom Pelphrey fueron anunciados como parte del elenco. Se confirmó que Adam Shapiro protagonizaría en octubre de 2021.
En julio de 2022, se informó sobre la participación de Pitt ya que se enteró del comportamiento de Weinstein en 1996 por su entonces novia Gwyneth Paltrow y luego por su entonces pareja Angelina Jolie, pero continuó trabajando con Weinstein después del hecho.
En agosto de 2022, Weinstein y sus abogados intentaron retrasar su juicio desde la fecha de inicio del 10 de octubre de 2022 alegando que el marketing y la publicidad de la película perjudicarían a cualquier jurado de Los Ángeles en su contra; La jueza del Tribunal Superior de Los Ángeles, Lisa Lench, negó la solicitud.

## Estreno
La película se estrenó en cines en los Estados Unidos el 18 de noviembre de 2022, coincidiendo con el juicio de Weinstein en curso en Los Ángeles. Se estrenó en el 60.º Festival de Cine de Nueva York el 13 de octubre de 2022, y en el Festival de Cine de Londres el 14 de octubre de 2022. También se proyectó en el Teatro Chino TCL durante el AFI Fest 2022 el 4 de noviembre de 2022.

## Recepción

### Crítica
She Said recibió reseñas generalmente positivas de parte de la crítica y de la audiencia. En el sitio web especializado Rotten Tomatoes, la película posee una aprobación de 88%, basada en 272 reseñas, con una calificación de 7.6/10 y con un consenso crítico que dice: "Aunque She Said se esfuerza por agregar un estilo cinematográfico a su historia basada en hechos, sigue siendo un tributo digno y bien actuado a la integridad periodística." De parte de la audiencia tiene una aprobación de 82%, basada en más de 1000 votos, con una calificación de 4.0/5.
El sitio web Metacritic le dio a la película una puntuación de 74 de 100, basada en 51 reseñas, indicando "reseñas generalmente favorables". Las audiencias encuestadas por CinemaScore le otorgaron a la película una "A" en una escala de A+ a F, mientras que en el sitio IMDb los usuarios le asignaron una calificación de 7.3/10, sobre la base de más de 36 000 votos. En la página web FilmAffinity la cinta tiene una calificación de 6.6/10, basada en 2384 votos.

### Premios y nominaciones
| Premio                                         | Fecha de la ceremonia   | Categoría                                              | Nominados          | Resultado | Ref.   |
| ---------------------------------------------- | ----------------------- | ------------------------------------------------------ | ------------------ | --------- | ------ |
| Montclair Film Festival                        | 30 de octubre de 2022   | Premio David Carr a la Verdad en el cine de no ficción | María Schrader     | Nominada  | [ 22 ] |
| Coronado Island Film Festival                  | 13 de noviembre de 2022 | Premio de la Audiencia a la Mejor Película Narrativa   | She Said           | Nominada  | [ 23 ] |
| Hollywood Music in Media Awards                | 16 de noviembre de 2022 | Mejor banda sonora                                     | Nicholas Britell   | Ganadora  | [ 24 ] |
| American Film Institute Awards                 | 9 de diciembre de 2022  | Top 10 Películas del Año                               | She Said           | Ganadora  | [ 25 ] |
| Las Vegas Film Critics Society                 | 11 de diciembre de 2022 | Mejor guion adaptado                                   | Rebecca Lenkiewicz | Nominada  |        |
| Washington D. C. Area Film Critics Association | 12 de diciembre de 2022 | Mejor guion adaptado                                   | Rebecca Lenkiewicz | Nominada  | [ 26 ] |
| Asociación de Críticos de Cine de San Luis     | 18 de diciembre de 2022 | Mejor película                                         | She Said           | Nominada  | [ 27 ] |
| Asociación de Críticos de Cine de San Luis     | 18 de diciembre de 2022 | Mejor actor de reparto                                 | Andre Braugher     | Nominado  | [ 27 ] |
| Asociación de Críticos de Cine de San Luis     | 18 de diciembre de 2022 | Mejor actriz de reparto                                | Carey Mulligan     | Nominada  | [ 27 ] |
| Asociación de Críticos de Cine de San Luis     | 18 de diciembre de 2022 | Mejor guion adaptado                                   | Rebecca Lenkiewicz | Ganadora  | [ 27 ] |
| Premios Globo de Oro                           | 10 de enero de 2023     | Mejor actriz de reparto                                | Carey Mulligan     | Nominado  | [ 28 ] |
| Premios de la Crítica Cinematográfica          | 15 de enero de 2023     | Mejor guion adaptado                                   | Rebecca Lenkiewicz | Nominado  | [ 29 ] |
| Premios Satellite                              | 11 de febrero de 2023   | Mejor guion adaptado                                   | Rebecca Lenkiewicz | Nominado  | [ 30 ] |